# باج‌گیری
باج‌گیری در اصطلاح، به تحمیلات ناروایی گفته می‌شود که فردی از راه گفتار یا کردار یا تهدید به رسوا کردن، به فرد دیگری وارد سازد تا از او چیزی طلب کند.
همچنین، به عملی گفته می‌شود که فردی از شرایط مساعدی که دارد سوءاستفاده کند و آن را وسیلهٔ تهدید فرد یا افرادی قرار دهد تا آن فرد یا افراد، برخلاف میل خود، دست به انجام عملی بزنند.
هوچیگری، تلاش برای شکست رقیب از راه سفسطه، تهدید به افشاگری، تهییج و تحریک شنوندگان و جلوگیری از مطرح شدن یا اثر گذاشتن سخنان رقیب تعریف می‌شود.

## یادداشت
1. ↑  شانتاژ (به فرانسوی: chantage)